# 1881
1881 (MDCCCLXXXI) a fost un an obișnuit al calendarului gregorian, care a început într-o zi de sâmbătă.

## Evenimente

10 mai: România este proclamată Regat.

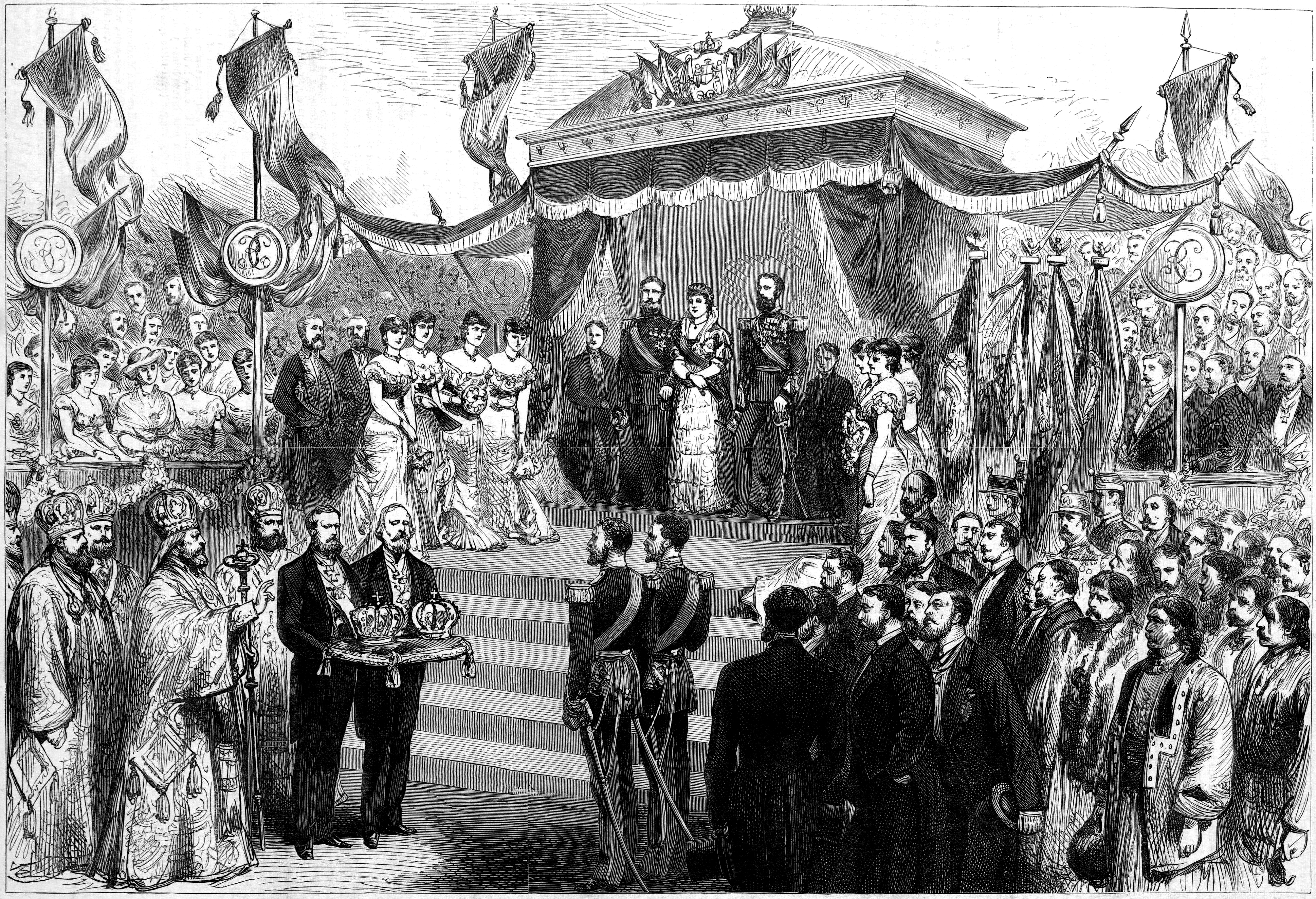
10 mai: Carol I de Hohenzollern-Sigmaringen este încoronat Rege al României (1881-1914), după ce anterior fusese Principe al României (1866-1881).

### Martie
- 1 martie: Este înființată sucursala Iași a BNR.
- 13 martie: Țarul Alexandru al II-lea al Rusiei este asasinat de revoluționari. Începe domnia țarului Alexandru al III-lea al Rusiei.
- 14 martie: Parlamentul României votează propunerea guvernului liberal condus de Ion C. Brătianu de transformarea României în Regat.
- 25 martie: Imperiul German, Rusia și Austro-Ungaria recunosc Regatul României.

### Aprilie
- 14 aprilie: I.C. Brătianu își prezintă demisia motivând-o prin nevoia de a se odihni și propunându-l în locul său pe fratele său, Dumitru Brătianu.
- 19 aprilie: Noul guvern, în frunte cu Dumitru Brătianu, depune jurământul.

### Mai
- 7 mai: Fratele Prințului Carol I, Prințul moștenitor de Hohenzollern Leopold, sosește în România și este întâmpinat de Prințul Carol la Titu.
- 10 mai: România este proclamată Regat. Carol I de Hohenzollern-Sigmaringen este încoronat Rege al României (1881-1914), după ce anterior fusese Principe al României (1866-1881).
- 16 mai: Compania germană, Siemens & Halske, pune în funcțiune, la Berlin, primul tramvai electric din lume.

### Iunie
- 21 iunie: Guvernul D. Brătianu demisionează și la conducere revine Ion C. Brătianu. D. Brătianu va scoate ziarul "Națiunea" unde va face opoziție fratelui său.

### Noiembrie
- 19 noiembrie: Un meteorit lovește Terra, la câțiva km de Odesa, Ucraina.

### Nedatate
- Prim-ministrul Prusiei, Otto von Bismarck, propune un ajutor guvernamental persoanelor trecute de 70 ani, ceea ce mai târziu s-a numit pensie.
- Se înființează cotidianul Los Angeles Times, considerat unul dintre cele mai bune ziare din lume.
- Se organizează Bursa din București, prima bursă de valori din România.

## Arte, știință, literatură și filozofie
- ianuarie: Spitalul, revista științifică a studenților la medicină.
- Friedrich Nietzsche publică Morgenröte ("Aurora").
- Ion Creangă începe publicarea capodoperei sale: Amintiri din copilărie.
- Oscar Wilde publică Poems.
- Pierre-Auguste Renoir pictează Le déjeuner des canotiers.
- Șahistul român, prima revistă de șah din România.

## Nașteri

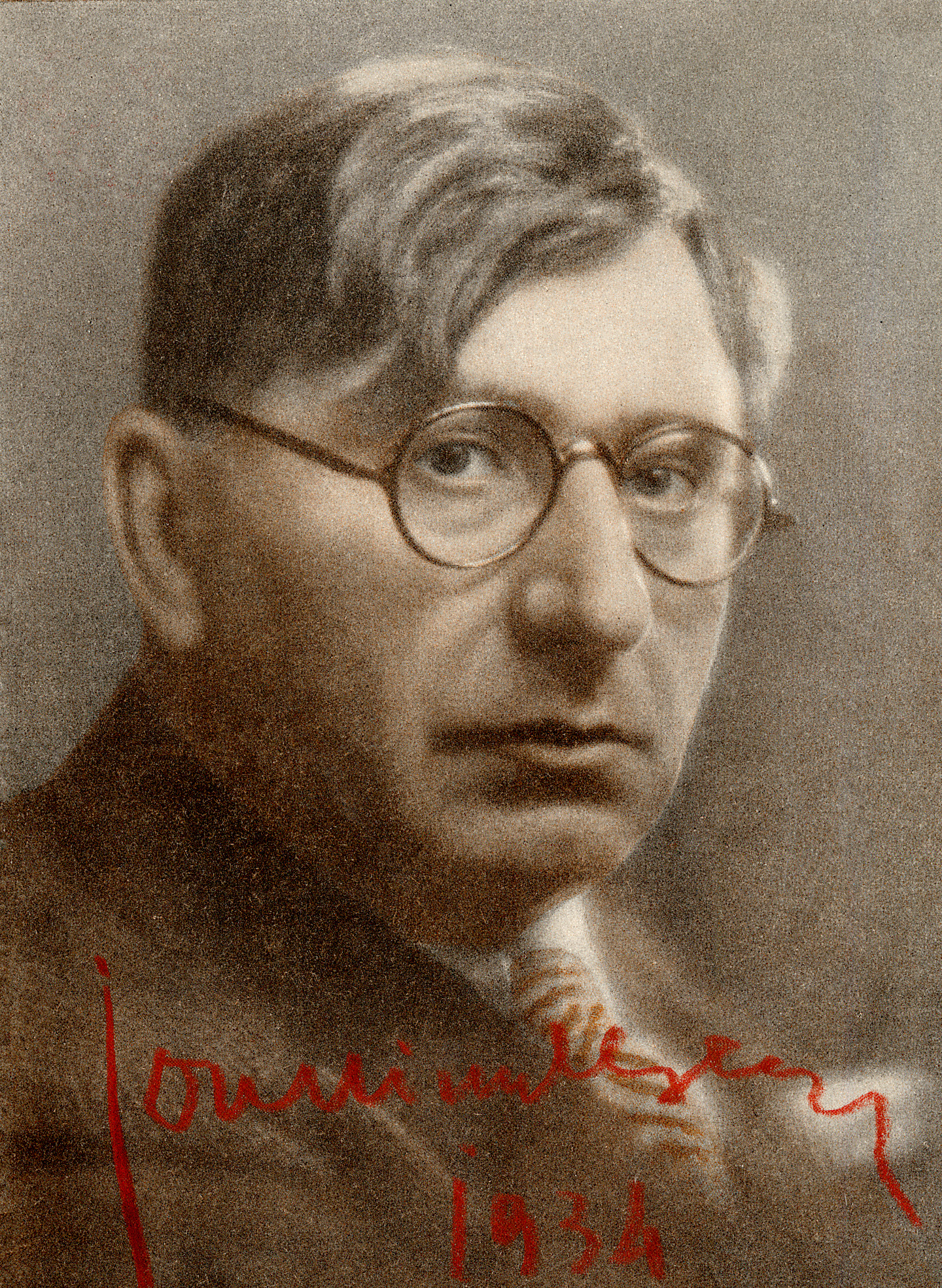
Ion Minulescu, poet și prozator român
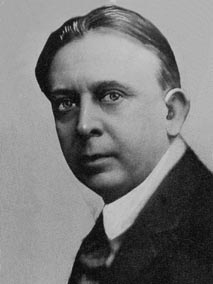
Octavian Goga, poet și politician român, prim-ministru al României
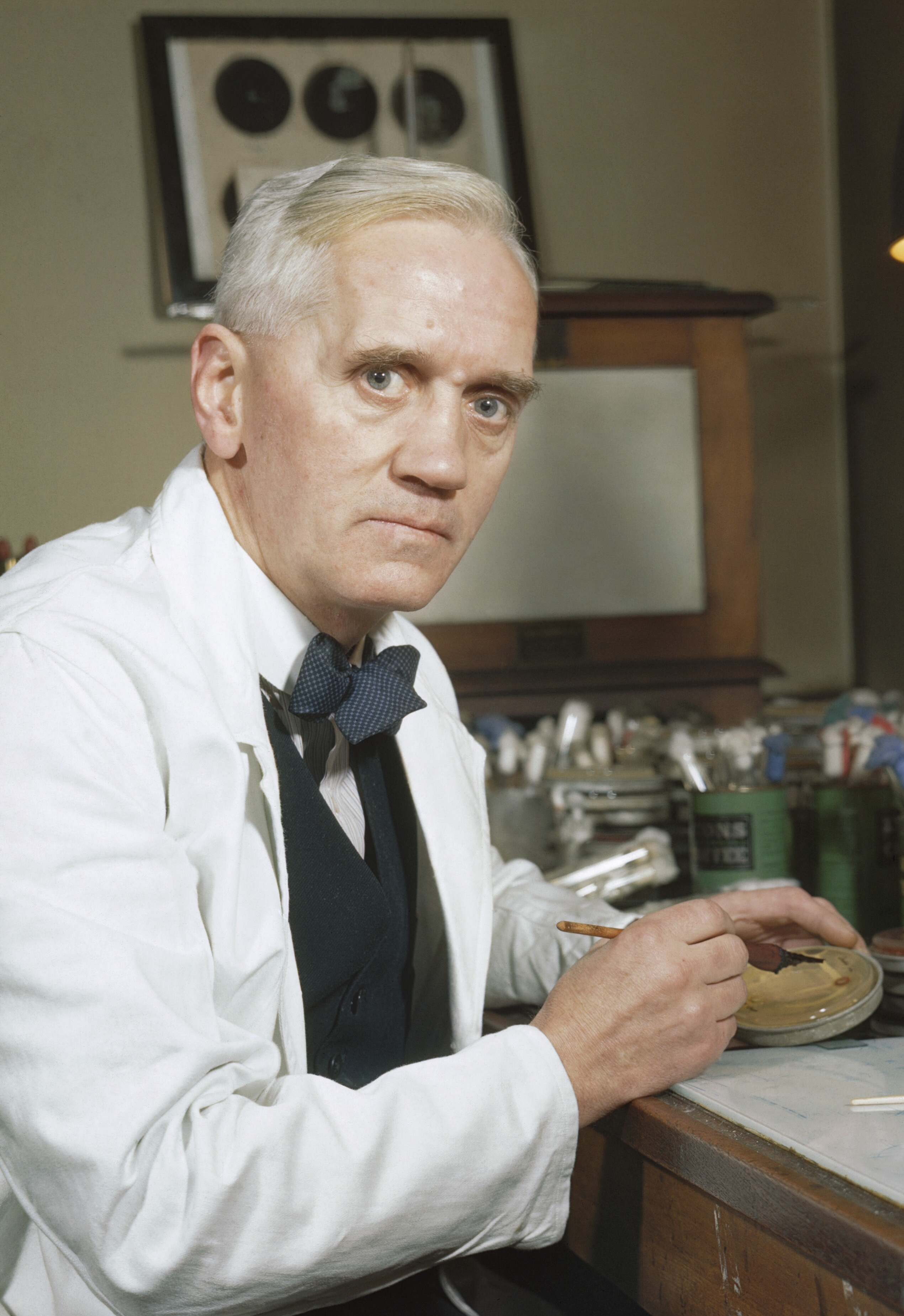
Alexander Fleming, bacteriolog scoțian
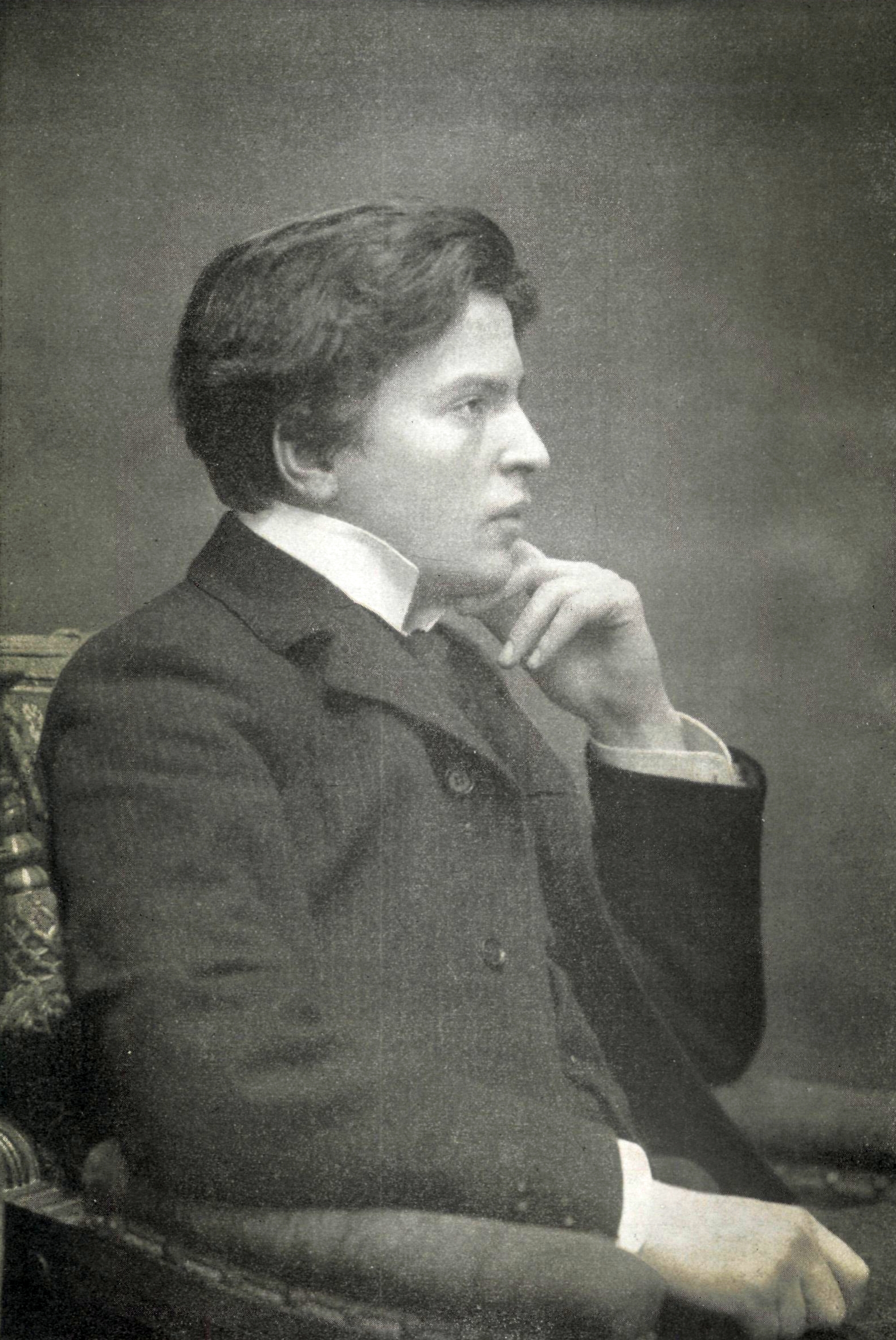
George Enescu, compozitor român

- 6 februarie: Ștefan Gh. Ionescu, politician și general român în timpul Regelui Carol al II-lea (d. 1955?)
- 6 ianuarie: Ion Minulescu, poet și prozator român (d. 1944)
- 29 ianuarie: Lajos Ady, scriitor, istoric literar, pedagog maghiar (d. 1940)
- 12 februarie: Anna Pavlova, balerină rusă (d. 1931)
- 13 martie: Tony Bulandra, actor român de teatru și film (d. 1943)
- 23 martie: Roger Martin du Gard, scriitor francez și laureat al Premiului Nobel (d. 1958)
- 1 aprilie: Octavian Goga, poet și politician român, prim-ministru al României (1937 - 1938) și membru al Academiei Române (d. 1938)
- 1 mai: Pierre Teilhard de Chardin, geolog, palentolog, fizician, antropolog și teolog francez (d. 1955)
- 1 mai: Gavril Rotică, scriitor român (d. 1952)
- 19 mai: Kemal Atatürk (n. Mustafa Kemal), primul președinte al Turciei (1923-1938), (d. 1938)
- 21 mai: Iosif Iser, pictor român (d. 1958)
- 6 august: Alexander Fleming, bacteriolog scoțian (d. 1955)
- 19 august: George Enescu, compozitor român (d. 1955)

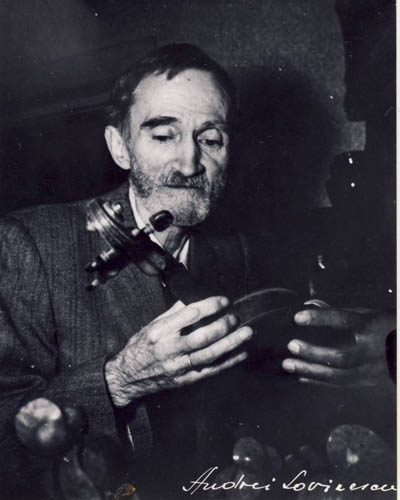
George Bacovia, poet simbolist român
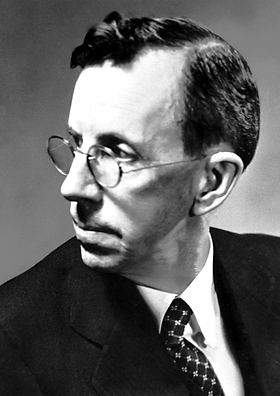
Clinton Davisson, fizician american, laureat al Premiului Nobel
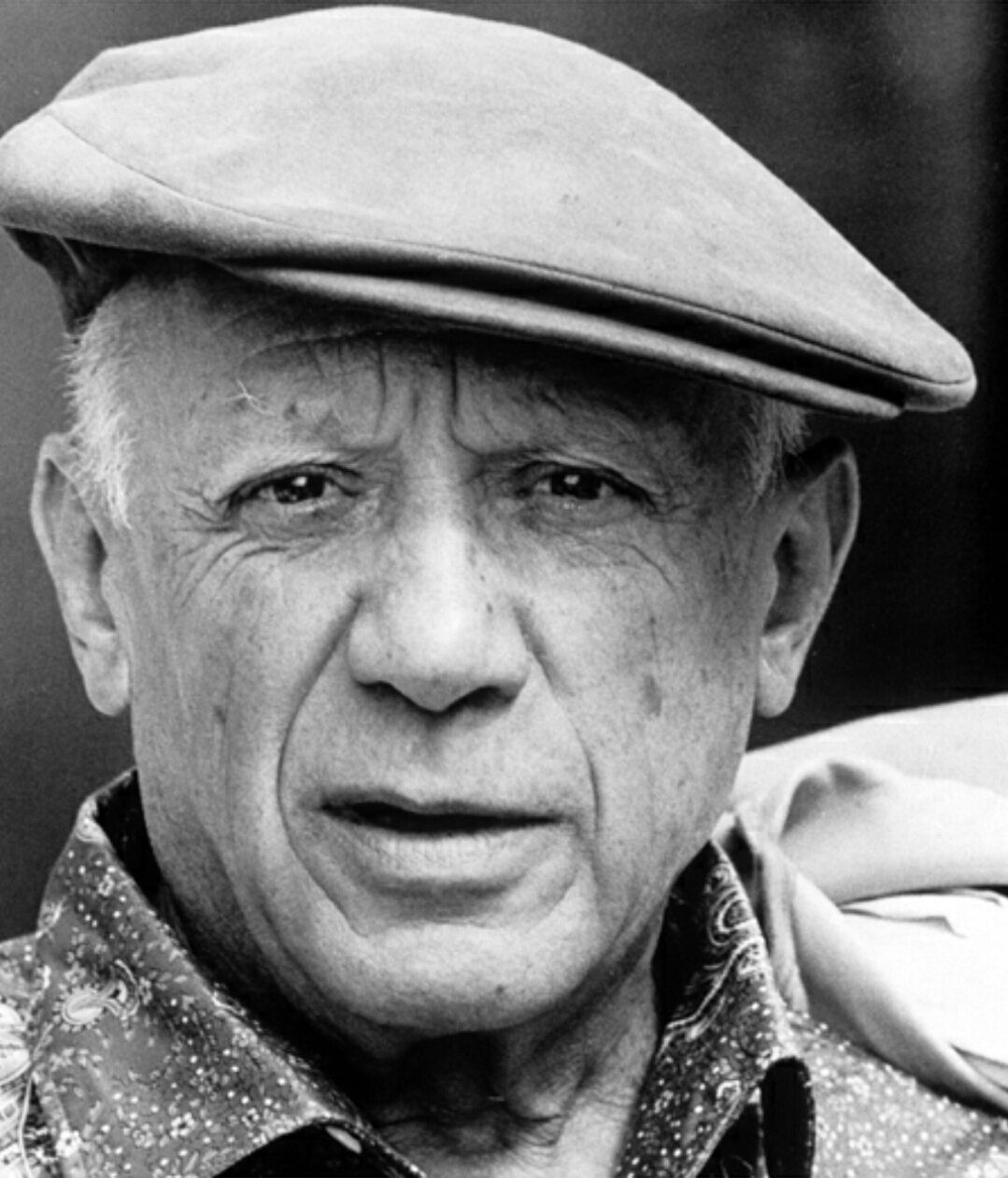
Pablo Picasso, pictor spaniol
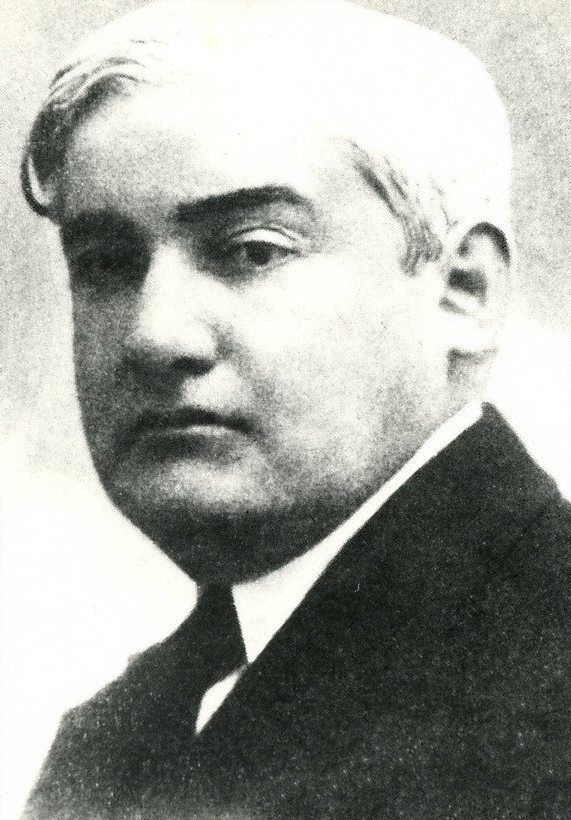
Eugen Lovinescu, critic și istoric literar, teoretician al literaturii și sociolog al culturii, memorialist, dramaturg, romancier și nuvelist român

- 4 septembrie: George Bacovia (n. George Andone Vasiliu), poet simbolist român, licențiat în drept (d. 1957)
- 15 septembrie: Ettore Bugatti, constructor italian de automobile (d. 1947)
- 1 octombrie: William Boeing, inginer american, constructor de avioane (d. 1956)
- 22 octombrie: Clinton Davisson, fizician american, laureat al Premiului Nobel (d. 1958)
- 25 octombrie: Pablo Picasso, pictor spaniol (d. 1973)
- 31 octombrie: Eugen Lovinescu, critic și istoric literar, teoretician al literaturii și sociolog al culturii, memorialist, dramaturg, romancier și nuvelist român (d. 1943)
- 7 noiembrie: Adolph A. Chevallier, fotograf român (d. 1963)
- 25 noiembrie: Papa Ioan al XXIII-lea (n. Angelo Giuseppe Roncalli), (d. 1963)
- 28 noiembrie: Stefan Zweig, scriitor austriac de etnie evreiască (d. 1942)
- 24 decembrie: Juan Ramón Jiménez, scriitor spaniol, laureat al Premiului Nobel (d. 1958)

## Decese
- 9 februarie: Fiodor Dostoievski (n. Feodor Mihailovici Dostoievski), 59 ani, scriitor rus (n. 1821)
- 5 februarie: Thomas Carlyle, 85 ani, eseist, autor satiric și istoric scoțian (n. 1795)
- 25 februarie: Cezar Bolliac, 67 ani, poet, gazetar român, unul dintre fruntașii Revoluției din 1848 (n. 1813)
- 25 februarie: August Treboniu Laurian (n. Augustin Trifan), 70 ani, filolog, istoric, publicist și om politic (n. 1810)
- 13 martie: Țarul Alexandru II al Rusiei (Aleksandr al II-lea Nicolaevici), 62 ani (n. 1818)
- 21 martie: Ioan Grigore Ghica, 50 ani, politician și diplomat român (n. 1830)
- 22 martie: George Parrott, 47 ani, infractor american (n. 1834)
- 28 martie: Modest Petrovici Musorgski, 42 ani, compozitor rus (n. 1839)
- 27 iunie: Jules Armand Dufaure (Jules Armand Stanislas Dufaure), 82 ani, prim-ministru al Franței (1871-1873), (n. 1798)
- 3 iulie: Pavel Vasici-Ungureanu, 75 ani, medic și scriitor român (n. 1806)
- 2 august: Marcus Clarke (Marcus Andrew Hislop Clarke), 35 ani, romancier și poet australian (n. 1846)
- 5 august: Alexandru G. Golescu, 62 ani, prim-ministru al României (1870), (n. 1819)
- 19 septembrie: James Abram Garfield, 49 ani, al 20-lea președinte al SUA (1881), (n. 1831)